# Hans Schaller
Hans Schaller (...) è un ex slittinista tedesco, campione mondiale nella specialità del singolo a Davos 1957. Ha sempre gareggiato per la Germania Ovest.

## Biografia
Appartenente allo storico club del Renn-Rodel-Club Schliersee, di cui possiede la tessera d'iscrizione numero 1, era attivo negli anni '50 sia nella specialità del singolo che in quella del doppio. 
In carriera ha partecipato ai campionati mondiali di Davos 1957, dove vinse la medaglia d'oro nel singolo. Agli europei ha gareggiato invece in entrambe le discipline, totalizzando quali migliori piazzamenti il quindicesimo posto nel singolo e il settimo nel doppio (in coppia con Kurt Estner), entrambi ottenuti nella rassegna di Davos 1954.

## Palmarès

### Mondiali
- 1 medaglia:
  - 1 oro (singolo a Davos 1957).